# 福雷斯特·雪曼級驅逐艦
福雷斯特·雪曼級驅逐艦是美國海軍在二戰後建造的第一批驅逐艦，共計18艘。該級艦自1955年開始服役，直至1980年代末期退役。在其服役期間，艦載武器系統經歷了多次重大改裝，其中更有4艘被改裝為導彈驅逐艦。此級艦的設計也奠定了查爾斯·F·亞當斯級驅逐艦的開發基礎。

## 發展
佛瑞斯特·薛曼級驅逐艦服役時是美國海軍建造的最大型驅逐艦，全長418英尺（127），標準排水量達 2,800公噸（2,800長噸）。該級艦最初按照SCB 85計畫設計，配備3門5吋（127公釐）/54倍徑艦炮（採用單裝炮塔配置，1座前置、2座後置）、4門3吋（76公釐）/50倍徑高射炮（雙聯裝炮座），以及刺蝟彈反潛武器和魚雷發射管。
在1960至1970年代期間，美軍對該級艦的武器系統進行大改裝，將所有艦艇的刺蝟彈發射器和3吋艦炮均被移除，固定式魚雷發射管則更換為2座三聯裝Mk 32型水面船艦魚雷管。
而該級艦中自赫爾號後則是按照SCB 85A計畫標準建造，其射控系統指揮儀布局與SCB 85配置相反。並且配備
後續建造的部分艦艇（船體編號較後者）按照SCB 85A計畫標準建造，其射控系統指揮儀布局與SCB 85配置相反[2]。這些艦艇配備巴威的新型自動鍋爐燃燒控制系統，並改進了颶風艦艏與錨泊配置。而這批按照SCB 85A計畫建造的驅逐艦在部分文獻中被稱為赫爾級。

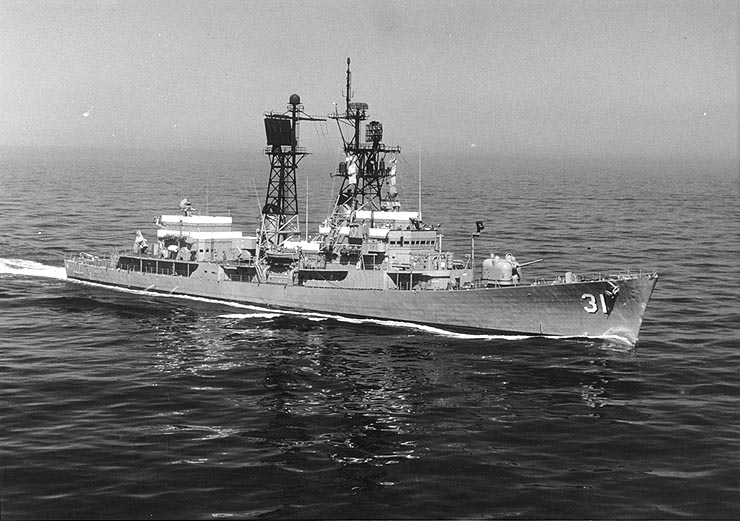
改裝成導彈驅逐艦後的迪凱特號

### 導彈驅逐艦
根據SCB 240計畫，美軍將瓊斯號、帕森斯號、迪凱特號及薩默斯號共四艘改裝成導彈驅逐艦，並配備RIM-24飛彈。

### 反潛現代化升級

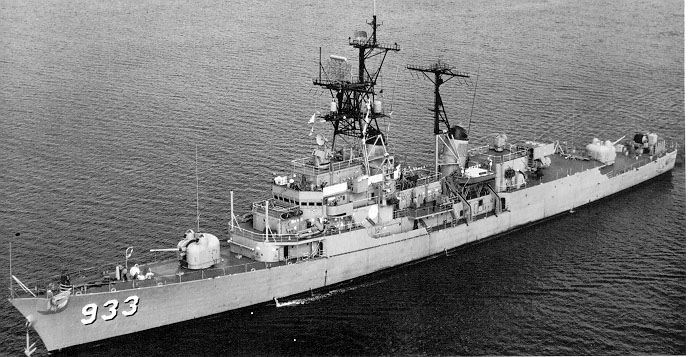
裝配RUR-5阿斯洛克反潛飛彈的巴瑞號

美軍根據SCB 251計畫將巴瑞號、戴維斯號、喬納斯·英格拉姆號、曼利號、杜邦號、布蘭迪號、莫頓號及赫爾號共8艘改裝成反潛版本，並稱為巴瑞級。海軍將第二門Mk 42艦砲移除並安裝8聯裝RUR-5阿斯洛克反潛飛彈發射器，並加裝可變深度聲納系統。另有六艘同級艦原本計劃進行相同改裝，但因越戰期間預算限制而取消。

### 大口徑艦炮測試
美軍於1975至78年間將一門8英寸/54馬克71艦炮安裝在赫爾號上進行測試。該項目於1978年被取消後，重新安裝回MK42艦炮。而赫爾號也成為唯一一艘於二戰後裝配過8英寸艦炮的驅逐艦。

## 同級艦
| 艦名              | 舷號          | 造船廠                 | 置放龍骨    | 下水       | 服役       | 退役       | 結局                                    |
| ----------------- | ------------- | ---------------------- | ----------- | ---------- | ---------- | ---------- | --------------------------------------- |
| 福雷斯特·雪曼號   | DD-931        | 巴斯鋼鐵廠             | 1953-10-27  | 1955-02-05 | 1955-11-09 | 1982-11-05 | 於2014年12月15日報廢並進行拆解          |
| 約翰·保羅·瓊斯號  | DD-932 DDG-32 | 巴斯鋼鐵廠             | 1954-01-18  | 1955-05-07 | 1956-04-05 | 1982-12-15 | 於2001年1月31日移交至後備艦隊作為訓練用 |
| 巴瑞號            | DD-933        | 巴斯鋼鐵廠             | 1954-03-15  | 1955-10-01 | 1956-09-07 | 1982-11-05 | 2022於2022年2月11日報廢                 |
| 迪凱特號          | DD-936 DDG-31 | 伯利恆鋼鐵福爾河造船廠 | 1954-09-13  | 1955-12-15 | 1956-12-07 | 1983-06-30 | 於2004年7月21日移交至後備艦隊作為訓練用 |
| 戴維斯號          | DD-937        | 伯利恆鋼鐵福爾河造船廠 | 1955-02-01  | 1956-03-28 | 1957-02-28 | 1982-12-20 | 於1994年6月30日出售拆解                 |
| 喬納斯·英格拉姆號 | DD-938        | 伯利恆鋼鐵福爾河造船廠 | 1955-06-15  | 1956-08-07 | 1957-07-19 | 1983-03-04 | 於1988年7月23日移交至後備艦隊作為訓練用 |
| 曼利號            | DD-940        | 巴斯鋼鐵廠             | 1955-02-10  | 1956-04-12 | 1957-02-01 | 1983-03-04 | 於1994年6月30日出售拆解                 |
| 杜邦號            | DD-941        | 巴斯鋼鐵廠             | v1955-05-11 | 1956-09-08 | 1957-07-01 | 1983-03-04 | 於1992年12月11日出售拆解                |
| 畢格羅號          | DD-942        | 巴斯鋼鐵廠             | 1955-07-06  | 1957-02-02 | 1957-11-08 | 1982-11-05 | 於2003年4月2日移交至後備艦隊作為訓練用  |
| 布蘭迪號          | DD-943        | 利恆鋼鐵福爾河造船廠   | 1955-12-29  | 1956-12-19 | 1957-11-26 | 1982-11-05 | 於1994年6月30日出售拆解                 |
| 穆林尼克斯號      | DD-944        | 利恆鋼鐵福爾河造船廠   | 1956-04-05  | 1957-03-18 | 1958-03-07 | 1983-08-11 | 於1992年8月23日移交至後備艦隊作為訓練用 |
| 赫爾號            | DD-945        | 巴斯鋼鐵廠             | 1956-09-12  | 1957-08-10 | 1958-07-03 | 1983-07-11 | 於1998年4月7日移交至後備艦隊作為訓練用  |
| 埃德森號          | DD-946        | 巴斯鋼鐵廠             | 1956-12-03  | 1958-01-04 | 1958-11-07 | 1988-12-15 | 作為博物館艦停泊在密西根州貝城          |
| 薩默斯號          | DD-947 DDG-34 | 巴斯鋼鐵廠             | 1957-03-04  | 1958-05-30 | 1959-04-09 | 1982-11-19 | 於1998年7月22日移交至後備艦隊作為訓練用 |
| 莫頓號            | DD-948        | 英格爾斯造船廠         | 1957-03-04  | 1958-05-23 | 1959-05-26 | 1982-11-22 | 於1992在3月4日出售拆解                  |
| 帕森斯號          | DD-949 DDG-33 | 英格爾斯造船廠         | 1957-06-17  | 1959-08-17 | 1959-10-29 | 1982-11-19 | 於1989年4月25日移交至後備艦隊作為訓練用 |
| 理查德·S·愛德華茲 | DD-950        | 皮吉特灣海軍造船廠     | 1956-12-20  | 1957-09-27 | 1959-02-05 | 1982-12-18 | 於1997年4月10日移交至後備艦隊作為訓練用 |
| 特納·喬伊號       | DD-951        | 皮吉特灣海軍造船廠     | 1957-09-30  | 1958-05-05 | 1959-08-03 | 1982-11-22 | 作為博物館艦停泊在布雷默頓              |

## 補充
1. ↑  福雷斯特·雪曼號使用西屋電氣
2. ↑  戴維斯號、布蘭迪號、穆林尼克斯號、埃德森號、莫頓號及赫爾號則使用巴威的鍋爐
3. ↑  致敬美國海軍上將福雷斯特·雪曼（英语：Forrest Sherman）
4. ↑  致敬美國海軍傳奇英雄約翰·保羅·瓊斯上校
5. ↑  致敬美國海軍約翰·巴瑞（英语：John Barry (naval officer)）准將
6. ↑  致敬美國海軍史蒂芬·迪凱特（英语：Stephen Decatur）准將
7. ↑  致敬在二戰中犧牲並榮獲榮譽勳章的海軍喬治·弗萊明·戴維斯（英语：George Fleming Davis）中校
8. ↑  致敬美國海軍上將喬納斯·H·英格拉姆（英语：Jonas H. Ingram）
9. ↑  致敬大陸海軍約翰·曼利（英语：John Manley (naval officer)）准將
10. ↑  致敬美國海軍的塞繆爾·弗朗西斯·杜邦（英语：Samuel Francis Du Pont）少將
11. ↑  致敬在二戰中犧牲並榮獲榮譽勳章的海軍埃爾默·查爾斯·畢格羅（英语：Elmer Charles Bigelow）上士
12. ↑  致敬美國海軍上將威廉·H·P·布蘭迪（英语：William H. P. Blandy）
13. ↑  致敬在二戰馬金戰役（英语：Battle of Makin）中犧牲並榮獲功勳勳章（英语：Legion of Merit）的亨利·M·穆林尼克斯（英语：Henry M. Mullinnix）少將
14. ↑  致敬美國海軍艾薩克·赫爾（英语：Isaac Hull）准將
15. ↑  致敬美國海軍陸戰隊的梅里特·A·埃德森（英语：Merritt A. Edson）少將
16. ↑  致敬在第一次巴巴里戰爭中於的黎波里的美國海軍理查德·薩默斯中校
17. ↑  致敬在二戰中犧牲的達德利·沃克·莫頓中校，其作為棘鰆號（英语：USS Wahoo (SS-238)）的艦長伴隨棘鰆號於宗谷海峽沈默於大海之中
18. ↑  致敬美國海軍的威廉·斯特林·帕森斯（英语：William Sterling Parsons）少將
19. ↑  致敬美國海軍上將理查德·S·愛德華茲（英语：USS Richard S. Edwards）
20. ↑  致敬美國海軍查爾斯·特納·喬伊上將

### 書目
- Fahey, James C. . Annapolis, Maryland: United States Naval Institute. 1965. ISBN 0-87021-637-6.
- Friedman, Norman. . Annapolis, Maryland: United States Naval Institute. 1982. ISBN 0-87021-733-X.

## 外部連結
- Forrest Sherman-class destroyers at Destroyer History Foundation